# Alex Gitterman

Alex Gitterman (2024)

Alex Gitterman (* 21. März 1938 in Polen; † 24. März 2024) war Professor für Fallarbeit an der University of Connecticut, School of Social Work. Bekanntheit erlangte er unter anderem für die Theorie des Life-Modells (zusammen mit Carel B. Germain).

## Leben
Gitterman machte 1960 seinen Bachelor-Abschluss an der Rutgers University. Seinen Master of Social Work erlangte er an der Hunter College School of Social Work im Jahre 1962. In diesem Jahr begann er auch, als Aufseher für Jugendliche (Teen Supervisor) am Bronx-River Neighborhood Center in New York zu arbeiten. In den darauffolgenden Jahren arbeitete er in verschiedenen Institutionen in New York. 1972 schloss er am Columbia University Teachers College mit dem Grad des Doctor of Education (Ed.D.) ab.
Von 1978 bis 2000 lehrte er an der Columbia University School of Social Work.
Seine Publikationen umfassten unter anderem das Life-Modell, Verletzlichkeit und Resilienz, gegenseitige Hilfe (Mutual Aid) und Soziale Arbeit.
Gittermans Fachgebiete waren außerdem Gesundheit, Praxis der Sozialen Arbeit und Gruppenarbeit.

## Veröffentlichungen
- The Life Model of Social Work Practise von 1980, zusammen mit Carel B. Germain